# Йордан Качаков
Йордан Кръстев Качаков е български политик от Националлибералната партия.

## Биография
Роден е в град Хаджи елес (днес град Първомай) на 1 февруари 1885 г. През 1902 г. завършва местната гимназия. През 1907 г. завършва в Софийския университет със специалност Право.
Между 1911 и 1933 г. работи като адвокат в Борисовград и София. В периода 18 януари 1933 – 19 май 1934 г. е министър на правосъдието и главен прокурор.
След края на Първата световна война 1914 – 1918 г. се включва и в обществено-политическия живот на страната. Един от видните дейци на Националлибералната партия. Депутат е в ХХIII ОНС (1931 – 1934 г.)
На 12.04 1933 г. по искане на правосъдния министър Йордан Качаков от 10 април по Закона за защита на държавата и с решение на Двадесет и третото ОНС е отнет мандатът на 29 народни представители на Работническата партия без право местата им да бъдат заети от подгласниците.
На 23 февруари 1934 г. Народното събрание приема по предложение на министъра на правосъдието Йордан Качаков Закон за откупуване от държавата мястото и зданието, находящи се в София на ул. „Славянска“ 1 за създаването на сградата на Министерството на правосъдието. С този закон се разрешава министърът на правосъдието да закупи за сметка на държавата терена с площ 755,30 кв. м, заедно със съществуващите върху него сгради, построени върху 411 кв. м, принадлежащи на Първо Българско застрахователно дружество „България“. Мястото и сградите са оценени на 8 милиона лева.
Умира в София на 11 ноември 1934 г.